# Semana Nacional de Museus
A Semana Nacional de Museus (SNM) é uma ação anual coordenada pelo Instituto Brasileiro de Museus, com duração de uma semana, que visa mobilizar os museus brasileiros a elaborarem programações especiais voltadas para um mesmo tema. 
Geralmente o evento ocorre durante o mês de maio, na semana comemorativa ao Dia Internacional de Museus. O tema principal da SNM é escolhido pelo Conselho Internacional de Museus (ICOM).
Dentre os objetivos da realização da SNM estão: a) promover, divulgar e valorizar os museus brasileiros; b) democratizar o acesso aos museus; c) aumentar o público visitante; e d) intensificar a relação dos museus com a sociedade. Ademais, ela é responsável por um significativo aumento de público. Durante a semana em que ocorre, a média de visitantes dos museus participantes sobe 79% .
A 1ª Semana Nacional de Museus ocorreu no ano de 2003, com o tema “Museus e Amigos”, e teve a participação de 57 museus e 207 eventos na programação. No ano de 2018 a ação chegou a sua 16ª edição, com o tema “Museus Hiperconectados: novas abordagens, novos públicos”. Foram 1.113 instituições de cultura e memória envolvidas, com aproximadamente 3.240 eventos na programação. 
O tema da 16ª edição abordou a relação dos museus e outras instituições de memória com as novas mídias e a possibilidade de alcançar novos públicos e ressignificar a relação com os antigos visitantes por meio da conectividade que o mundo virtual promove. As instituições devem apostar em iniciativas que busquem pela via tecnológica se (hiper) conectar aos seus diversos públicos. Investimentos em digitalização e preservação de acervos, desenvolvimento de sítios web interativos, presença ativa nas redes sociais, uso de aplicativos e softwares para mediação são alguns dos caminhos nessa nova trama.  
Os temas das edições da Semana Nacional de Museus foram:
- 1ª SNM (2003) – Museus e Amigos
- 2ª SNM (2004) – Museus e Patrimônio Imaterial
- 3ª SNM (2005) – Museus: Pontes entre Cultura
- 4ª SNM (2006) – Museus e Público Jovem
- 5ª SNM (2007) – Museus e Patrimônio Universal
- 6ª SNM (2008) – Museus como Agente de Mudança Social e Desenvolvimento
- 7ª SNM (2009) – Museus e Turismo [2]
- 8ª SNM (2010) – Museus para Harmonia Social [3]
- 9ª SNM (2011) – Museus e Memória [4]
- 10ª SNM (2012) – Museus em um mundo em transformações: novos desafios, novas inspirações [5]
- 11ª SNM (2013) – Museus (memória + criatividade) = mudança social  [6]
- 12ª SNM (2014) – Museus - coleções criam conexões [7]
- 13ª SNM (2015) – Museus para uma sociedade sustentável [8]
- 14ª SNM (2016) – Museus e paisagens culturais [9]
- 15ª SNM (2017) – Museus e histórias controversas: dizer o indizível em museus [10]
- 16ª SNM (2018) – Museus como núcleos culturais: o futuro das tradições [11]
- 17ª SNM (2019) – Museus hiperconectados: novas abordagens, novos públicos [12]
- 18ª SNM (2020) – Museus para a Igualdade: diversidade e inclusão[13]
- 19ª SNM (2021) – O futuro dos museus: recuperar e reimaginar[14]
- 20ª SNM (2022) –  O poder dos museus
- 21ª SNM (2023) – Museus, Sustentabilidade e Bem-estar